# Sven Arvor
Sven Gunnar Arvor, född 26 juli 1907 i Hedvig Eleonora församling, Stockholm, död där 16 november 2001 i Oscars församling, var en svensk skådespelare. Han ligger begravd på Norra begravningsplatsen i Stockholm.
Han var gift med Marianne Arvor (1920–2008) och hade dottern Ann-Charlotte Margareta Ihre Holmberg (1947–2006).

## Filmografi
- 1934 – Kungliga Johansson
- 1936 – Johan Ulfstjerna
- 1936 – Janssons frestelse
- 1936 – Fröken blir piga
- 1936 – Kungen kommer
- 1937 – Familjen Andersson
- 1937 – Klart till drabbning
- 1939 – Filmen om Emelie Högqvist
- 1940 – Stål
- 1942 – Sexlingar
- 1943 – Livet på landet
- 1944 – Prins Gustaf
- 1944 – Excellensen
- 1944 – Klockan på Rönneberga
- 1944 – Räkna de lyckliga stunderna blott
- 1945 – Hans Majestät får vänta
- 1946 – Johansson och Vestman
- 1947 – Stackars lilla Sven
- 1947 – Kvinna utan ansikte
- 1947 – Jens Månsson i Amerika
- 1948 – Banketten
- 1948 – Flottans kavaljerer
- 1949 – Kärleken segrar
- 1949 – Kvinnan som försvann
- 1950 – Frökens första barn
- 1951 – Fröken Julie
- 1955 – Den underbara lögnen
- 1957 – Gäst i eget hus
- 1957 – Mamma tar semester